# Мерседес (Техас)
Мерседес (англ. Mercedes) — місто (англ. city) в США, в окрузі Ідальго штату Техас. Населення — 16 258 осіб (2020).

## Географія
Мерседес розташований за координатами 26°9′13″ пн. ш. 97°54′51″ зх. д. / 26.15361° пн. ш. 97.91417° зх. д. (26.153562, -97.914163).  За даними Бюро перепису населення США в 2010 році місто мало площу 29,78 км², з яких 29,61 км² — суходіл та 0,17 км² — водойми.

## Демографія
Згідно з переписом 2010 року, у місті мешкало 15 570 осіб у 4666 домогосподарствах у складі 3720 родин. Густота населення становила 523 особи/км².  Було 5825 помешкань (196/км²).
Расовий склад населення:
| - 85,3 % — білих - 0,6 % — корінних американців - 0,2 % — чорних або афроамериканців - 0,1 % — вихідців з тихоокеанських островів - 0,1 % — азіатів - 11,8 % — осіб інших рас |

До двох чи більше рас належало 2,0 %. Іспаномовні складали 91,9 % від усіх жителів.
За віковим діапазоном населення розподілялося таким чином: 34,8 % — особи молодші 18 років, 52,6 % — особи у віці 18—64 років, 12,6 % — особи у віці 65 років та старші. Медіана віку мешканця становила 29,3 року. На 100 осіб жіночої статі у місті припадало 89,6 чоловіків;  на 100 жінок у віці від 18 років та старших — 83,1 чоловіків також старших 18 років.
Середній дохід на одне домашнє господарство  становив 42 088 доларів США (медіана — 29 945), а середній дохід на одну сім'ю — 46 034 долари (медіана — 34 213). Медіана доходів становила 26 571 долар для чоловіків та 29 400 доларів для жінок. За межею бідності перебувало 39,9 % осіб, у тому числі 58,2 % дітей у віці до 18 років та 25,9 % осіб у віці 65 років та старших.
Цивільне працевлаштоване населення становило 5315 осіб. Основні галузі зайнятості: освіта, охорона здоров'я та соціальна допомога — 37,6 %, роздрібна торгівля — 16,4 %, будівництво — 9,9 %, науковці, спеціалісти, менеджери — 6,3 %.